# Cow-Cow Boogie
"Cow Cow Boogie (Cuma-Ti-Yi-Yi-Ay)" es una canción de blues estilo "country-boogie" que utiliza el folclore del vaquero cantante en el oeste americano. En las letras, el vaquero es de la ciudad y le dice a sus "perritos" (terneros sin madre) que se "pongan de moda". La música fue escrita por Don Raye, y la letra fue escrita por Benny Carter y Gene De Paul. La canción fue escrita para la película de 1942 de Abbott y Costello Ride 'Em Cowboy, el cual incluyó Ella Fitzgerald como una integrante del elenco. 
La primera grabación que se publicó fue realizada por Freddie Slack y su Orquesta, con la participación de la cantante Ella Mae Morse, en 1942, y publicada como fox trot. La canción fue el segundo lanzamiento de Capitol Records y su primer número uno con millonarias ventas en los listados. Morse había aprendido la canción al escuchar a Fitzgerald en una grabación de la película, aunque la canción hubiera sido eliminada de ella. Morse recordaría después haber grabado en una sola toma, que había creído ella que era un ensayo. La colaboración entre The Ink Spots y Ella Fitzgerald en 1944 resultó en un éxito número uno en el Hot R&B/Hip-Hop Songs y número diez en los listados pop.
La versión de Ella Mae Morse fue más tarde regrabada como un "soundies", un formato de vídeo musical inicial.
El dúo de madres e hijas The Judds regrabó la canción para su álbum Heartland publicado en 1987.